# Mongezi Feza
Mongezi Feza (Queenstown (Zuid-Afrika), 1945 – Londen, 14 december 1975) was een Zuid-Afrikaanse jazztrompettist en -componist.

## Biografie
Feza ontving zijn eerste trompet op 8-jarige leeftijd. In 1962 sloot hij zich aan bij Chris McGregor en de Blue Notes, die werden gehonoreerd als de beste band op een Zuid-Afrikaans jazzfestival in 1963, maar vanwege de apartheidswetten weinig kans hadden om samen op te treden. In 1964 emigreerde hij met de Blue Notes naar Europa en speelde aanvankelijk in Frankrijk en Zwitserland, voordat hij naar het Verenigd Koninkrijk verhuisde. Feza zette zijn werk voort met het sextet van Chris McGregor en werd ook lid van zijn Brotherhood of Breath. Hij speelde ook in de bands van Dudu Pukwana, Spear en Assagai. In 1972 werkte hij in Scandinavië met bassist Johnny Dyani en de Turkse drummer Okay Temiz. Hij heeft ook opnamen gemaakt met Centipede, Henry Cow, Robert Wyatt en saxofonist Gary Windo.
Feza was een dynamische trompettist en creëerde zijn eigen synthese van hardbop, freejazz en rockjazz. Zijn composities Sonia en You Ain't Gonna Know Me ('Cause You Think You Know Me) maken nog steeds deel uit van het repertoire van bevriende muzikanten.

## Overlijden
Mongezi Feza overleed in december 1975 op 29- of 30-jarige leeftijd aan de gevolgen van een onbehandelde longontsteking.

## Discografie

### Albumoptredens
- 1968: Very Urgent (Chris McGregor's The Blue Notes)
- 1969: Up to Earth (Chris McGregor Septet)
- 1970: Brotherhood of Breath (Chris McGregor)
- 1971: Assagai (Assagai)
- 1972: Free Jam (met het Bernt Rosengren Quartet) (Ayler Records)
- 1972: Music For Xaba Vol 1 and Vol 2 (met Johnny Dyani en Okay Temiz) (Sonet Records)
- 1972: Rejoice (met Johnny Dyani en Okay Temiz) (opnieuw uitgegeven door Cadillac Records)
- 1974: Theatre Royal Drury Lane  (Robert Wyatt)
- 1974: Rock Bottom  (Robert Wyatt)
- 1975: In Praise of Learning  (Henry Cow)
- 1975: Pressure Drop (Robert Palmer)

#### Met Harry Miller's Isipingo
- 1975: Which Way Now (Cuneiform Records)

#### Met Dudu Pukwana
- 1973: In The Townships (Dudu Pukwana & Spear), Virgin Records (album gewijd aan de nagedachtenis van Mongezi Feza)
- 1975: Flute Music (Dudu Pukwana & Spear), Caroline Records (VK), Virgin Records
- 1977: Diamond Express (Dudu Pukwana), Freedom Records

### Underground opnamen
- 1965: The Blue Notes featuring vocalist Patrice Gcwabe
- 1967: The Blue Notes featuring vocalist Tunji Oyelana
- 1968: Unissued LP (Bootleg) of Brotherhood of Breath.